# Torre da Libertação
A Torre da Libertação é uma torre na cidade de Kuwait, no Kuwait. A sua construção foi concluída em 1993. Tem 372 m (1221 pés) e é actualmente a 14ª torre mais alta do mundo. O seu nome evoca a libertação do Kuwait na Guerra do Golfo.